# Потос
Пото̀с (на гръцки: Ποτός) е село на остров Тасос, Егейска Македония, Гърция.

## География
Селото е разположено в югозападната част на Тасос, на брега на морето.

## История
Църквата „Свети Антоний“ на едноименния хълм южно от селото е средновековна, обновена в 1851 година, Край нея е открито праисторическо селище.
Селото традиционно произвежда маслини и зехтин, както и мед. Занимава се и със скотовъдство. От средата на XX век се занимава с туризъм.
Североизточно от Потос в 1961 година е формирано селището Каливес Поту (Колиби на Потос) със 161 жители. В 1971 година има 168 жители и по-късно е присъединено към Потос.
| Година    | 1913 | 1920 | 1928 | 1940 | 1951 | 1961 | 1971 | 1981 | 1991 | 2001 | 2011 | 2021 |
| --------- | ---- | ---- | ---- | ---- | ---- | ---- | ---- | ---- | ---- | ---- | ---- | ---- |
| Население |      |      | 32   | 228  | 223  | 158  | 216  | 505  | 557  | 688  | 815  | 788  |